# Pycnogonum clarki
Pycnogonum clarki är en havsspindelart som beskrevs av Staples, D.A. 2002. Pycnogonum clarki ingår i släktet Pycnogonum och familjen Pycnogonidae. Inga underarter finns listade i Catalogue of Life.